# Fado Tradicional
Fado Tradicional é o quinto álbum da fadista portuguesa Mariza. "Ai, Esta Pena de Mim", em tempos protagonizada por Amália é aqui interpretado quase "a cappella". Além de Amália Rodrigues conta com fados de Alfredo Marceneiro e textos de Fernando Pessoa, entre outros. No regresso às raízes, e em jeito de homenagem a poetas e fadistas que a influenciaram, Mariza recupera vários fados tradicionais - como o Fado Alfacinha, Fado Sérgio ou Fado Varela.

## Faixas
| N.º | Título                                               | Compositor(es)                 | Duração |  |
| 1.  | "Fado Vianinha (Fado Vianinha)"                      | Francisco Viana                | 02:31   |  |
| 2.  | "Promete, Jura (Fado Sérgio)"                        | Sérgio Dâmaso                  | 03:53   |  |
| 3.  | "As Meninas Dos Meus Olhos (Fado Alfacinha)"         | Jaime Santos                   | 02:34   |  |
| 4.  | "Mais Uma Lua (Fado Varela)"                         | Reinaldo Varela                | 03:37   |  |
| 5.  | "Dona Rosa (Fado Bailarico)"                         | Alfredo Marceneiro             | 02:15   |  |
| 6.  | "Ai, Esta Pena De Mim (Fado Zé António)"             | José António Guimarães Serôdio | 02:33   |  |
| 7.  | "Na Rua Do Silêncio (Fado Alexandrino)"              | Joaquim Campos                 | 02:48   |  |
| 8.  | "Rosa Da Madragoa (Fado Seixal)"                     | José Duarte                    | 01:54   |  |
| 9.  | "Boa Noite Solidão (Fado Carlos Da Maia)"            | Jorge Fernando                 | 03:45   |  |
| 10. | "Desalma (Fado Alberto)"                             | Miguel Ramos                   | 02:30   |  |
| 11. | "Meus Olhos Que Por Alguém (Fado Menor Do Porto)"    | José Joaquim Cavalheiro Jr.    | 02:53   |  |
| 12. | "Promete, Jura (Fado Sérgio)"                        | Sérgio Dâmaso                  | 03:53   |  |
| 13. | "Olhos Da Cor Do Mar (Fado Amora)"                   | Joaquim Campos                 | 02:10   |  |
| 14. | "Lavava No Rio, Lavava (Fado Lavava No Rio, Lavava)" | Fontes Rocha                   | 03:55   |  |

### Edição Especial
- Faixas Bónus: #13 e #14 apenas na Edição Especial exclusiva da Fnac em formato Digipack.[1]

## Créditos

### Músicos
- Guitarra Portuguesa: Ângelo Freire
- Viola de Fado: Diogo Clemente
- Viola Baixo: José Marino de Freitas
- Voz: Mariza, excepto #12 Mariza e Artur Batalha

### Ficha Técnica
- Misturado por: Artur David, Diogo Clemente e João Pedro Ruela
- Masterizado no Masterdisk Studios, Nova Iorque, por: Andy Vandette
- Produção Executiva: João Pedro Ruela, Paulo Miranda, Albert Nijmolen e Carmo Stichini

## Recepção
| Críticas profissionais | Críticas profissionais |
| Avaliações da crítica  | Avaliações da crítica  |
| Fonte                  | Avaliação              |
| ---------------------- | ---------------------- |
| Blitz.pt               | [ 2 ]                  |
| Ípsilon                | [ 3 ]                  |
| The Guardian           | link                   |
| The Telegraph          | [ 4 ]                  |
| The List               | link                   |

Fado Tradicional foi bem aceite pela critica profissional:
João Bonifácio para o site Ípsilon refere que: "Mariza é um pouco como Ronaldo há uns anos: se puder fazer uma fintinha a mais fá-la. Só que isso diminui o impacto emocional de um fado, que vive da exactidão com que se mede a entrega das palavras. (...)Pelo que se quisermos ater-nos ao fado "puro", este "Fado Tradicional" é de longe o melhor disco de fados de Mariza. A escolha de reportório clássico - como o fado Vianinha, o fado Alfacinha, ou o fado Varela - ajuda, se bem que Mariza também recorra a compositores novos." 
No site da revista Blitz, Lia Pereira comenta em contexto actual que: "Austeridade é palavra-chave do quinto álbum da super-fadista. Mas, ao contrário da reação ao Orçamento de Estado, aqui a poupança é bem-vinda. (...) disco predominantemente introspetivo, está a força estoica de Mariza, quase sempre contida e talvez mais próxima do que nunca das palavras." 